# Hooker (Oklahoma)
Hooker is een plaats (city) in de Amerikaanse staat Oklahoma, en valt bestuurlijk gezien onder Texas County.

## Demografie
Bij de volkstelling in 2000 werd het aantal inwoners vastgesteld op 1788.
In 2006 is het aantal inwoners door het United States Census Bureau geschat op 1733, een daling van 55 (-3,1%).

## Geografie
Volgens het United States Census Bureau beslaat de plaats een oppervlakte van
2,4 km², geheel bestaande uit land. Hooker ligt op ongeveer 910 m boven zeeniveau.

## Plaatsen in de nabije omgeving
De onderstaande figuur toont nabijgelegen plaatsen in een straal van 36 km rond Hooker.